# Nekropolentempel von Dura Europos
Der sogenannte Nekropolentempel von Dura Europos liegt nördlich der Stadt, außerhalb der Stadtmauern, etwa 150 m nordwestlich vor deren Haupttor.
Obwohl der Tempel in der Nekropole der Stadt liegt, hat der dortige Kult keine Verbindung zum Friedhof. Er wurde erbaut, bevor hier eine Nekropole entstand. Vielleicht bildete er eine erste Anlaufstelle für aus Palmyra kommende Karawanen. Eine Zisterne neben dem Tempel mag als Wasserstelle für die Lasttiere gedient haben. Nach den Inschriften war der Tempel dem Bel und dem Jarchibol geweiht und im Jahr 33 v. Chr. eingeweiht, wie eine Weiheinschrift berichtet. Der Tempel bestand zunächst aus einem Gebäude mit einem großen Hof. Der Haupteingang lag im Osten, das Allerheiligste (Pronaos) genau gegenüber dem Eingang, im Westen. Es bestand aus einem großen Raum mit einer Nische (Naos) an der Rückwand. Vor dem Allerheiligsten lag eine kleine Portikus mit zwei Säulen. In einer zweiten Bauphase wurde im Süden ein etwa gleich großer Bau hinzugefügt. Auch dieser Bau hatte in der Mitte einen Hof und ein Allerheiligstes mit einer Nische an der Westseite. Der Anbau stammt wahrscheinlich aus dem Jahr 173.
Im Tempel befinden sich ein Relief und Reste von Wandmalereien. Besondere Bedeutung haben drei Inschriften, deren älteste in das Jahr 33 v. Chr. (Jahr 279 der seleukidischen Ära) datiert und palmyrisch geschrieben ist. Es handelt sich um die älteste bisher bekannte Inschrift aus Dura Europos und war bei ihrer Auffindung und Publikation im Jahr 1935 die bis dahin älteste bekannte palmyrische Inschrift überhaupt. Mittlerweile sind aber in Palmyra ältere Inschriften gefunden worden. Bei den Stiftern handelt es sich um Zabdibol, Sohn des Ba’yashu, und Maliku, Sohn des Ramu. Zabdibol stammte aus dem Clan der Bene Gaddibol, Maliku aus dem der Bene Komare. Beide waren offensichtlich Palmyrer, die in Dura Europos lebten. Bemerkenswert ist, dass die Stifter aus zwei verschiedenen Clans stammen. In anderen Inschriften aus Palmyra stammen verschiedene Stifter, wenn sie zusammen in Inschriften genannt werden, immer aus demselben Clan. Der Clan der Bene Gaddibol ist in Palmyra gut belegt. In Palmyra war die Clanzugehörigkeit ein wichtiger Teil der eigenen Identität. In Dura Europos verlor die Clanzugehörigkeit offensichtlich ihre Bedeutung und zwei Personen aus verschiedenen Clans konnten zusammen auftreten – die gemeinsame Herkunft aus Palmyra kreierte eine neue Identität.
Eine zweite, in Griechisch verfasste Inschrift ist stark zerstört, scheint aber Bel als den einzigen Gott des Tempels zu nennen.
Die dritte, ebenfalls griechische Inschrift ist nicht gut erhalten und stammt von einem Maribelos, der eventuell berichtet, dass er im Jahr 173 (das Jahr 426 der seleukischen Ära) einen Anbau errichtete. Er scheint zu erwähnen, dass der Erstbau von seinen Vorfahren stammte. In dem Fall ist zu vermuten, dass die Heiligtumsverwaltung innerhalb der Familien vererbt wurde.